# Jupiaba abramoides
Jupiaba abramoides é uma espécie de peixe caracídeo sul-americano de água doce.